# Cosmosoma nigrescens
Cosmosoma nigrescens är en fjärilsart som beskrevs av Rothschild 1911. Cosmosoma nigrescens ingår i släktet Cosmosoma och familjen björnspinnare. Inga underarter finns listade i Catalogue of Life.